# Гласник (1944)
Вижте пояснителната страница за други значения на Гласник.
„Гласник“ (на македонска литературна норма: „Гласник“) е комунистически вестник на Комунистическата съпротива във Вардарска Македония, орган на Дванадесета македонска ударна бригада.
Първият брой на вестника излиза през ноември 1944 година и е единственият запазен. Умножен е на пишеща машина. Състои се от 20 страници текст в две колони. Първата статия „7 ноември“ е посветена на Октомврийската революция в Русия. Други статии са „Нашата младина“, „Зощо се бори нашиот войник“ и „3 бригада се одмара“.